# Calophyllum dasypodum
Calophyllum dasypodum är en tvåhjärtbladig växtart som beskrevs av Friedrich Anton Wilhelm Miquel. Calophyllum dasypodum ingår i släktet Calophyllum och familjen Calophyllaceae. Inga underarter finns listade i Catalogue of Life.